# Terry Gregson
Terry Gregson, född 7 november 1953, är en kanadensisk före detta ishockeydomare som var verksam i den nordamerikanska ishockeyligan National Hockey League (NHL) mellan 1979 och 2004. Under sin domarkarriär i NHL dömde han 1 427 grundspelsmatcher, 158 slutspelsmatcher (Stanley Cup) och åtta Stanley Cup-finaler. Gregson var också verksam internationellt och var en av ishockeydomarna vid World Cup 1996.
2004 avslutade han sin domarkarriär och började arbeta åt NHL. 2009 blev Gregson utsedd till att ersätta Stephen Walkom som NHL:s domarbas efter att Walkom återvände till att vara NHL-domare. Fyra år senare lämnade Gregson positionen och blev ersatt av just Walkom.
Han är svåger med Doug Risebrough, som har varit spelare; ishockeytränare och befattningshavare i NHL sedan 1974, via sitt äktenskap med Risebroughs syster.